# ナンシーさん 〜グッズ一家の快適生活〜
ナンシーさん 〜グッズ一家の快適生活〜（ナンシーさん グッズいっかのかいてきせいかつ）は、ABCテレビ（朝日放送）で放送されていた通信販売のミニ番組である。
放送時間は月曜日から金曜日までの11:23〜11:30（祝日・夏の高校野球期間中は休止となる。）

## 番組概要
2008年3月まで放送された『ABCテレビショッピング』と前番組、2008年4月からは朝日放送の通販番組をリニューアルに対し、新たな商品のプロジェクトを繰り広げようとするのである。2008年10月3日で終了し､10月6日からはタレントの北斗晶が司会を担当する｢鬼嫁厳選!コレええねん。｣が2009年3月27日まで放送されていた､
(ただし､｢鬼嫁厳選-｣は毎週木曜日の11:22～11:28に再放送している｡)

## 番組内容
主婦・ナンシー、夫・テッド、長女・エリザベス、次男・ケビンの4人一家を揃ってミニドラマを扮し、生活に役立つ商品を紹介するテレビショッピングである。

## 注意事項
- 商品は代金引換
- 返品・交換は商品到着8日以内。但しユーザーの都合による返品は送料ユーザー負担。また一度開封したものや、未開封でも食品など生ものは期間中でも一切返品・交換不可

## スタッフ
- ナレーター：うすいたかやす､川崎恵理子､尾叉淑恵
- レポーター：東ゆうか､松本麻希､酒井了
- 構成：工藤ひろこ ほか
- 技術：J-crew
- 編集・MA：STUDIO 38
- 音効：加藤博紀
- CG制作：仁賀井克彦
- AD：村上誠一郎、浜崎慎治
- ディレクター：堀田友昭
- 演出：奥田隆英(タッキー奥田)、荒木靖(アラキオサム)
- プロデューサー：中内純子・上田奈々子（ABC）、寺本俊司・黒崎則子（社員）
- チーフプロデューサー：株柳真司（ABC）
- 協力：パナホーム、ABC開発
- 制作：社員
- 制作著作：朝日放送